# Trans-la-Forêt
Trans-la-Forêt (tiếng Breton: Treant-Felger) là một commune ở Ille-et-Vilaine thuộc Bretagne, tây bắc Pháp.

## Dân số
| Năm | 1962 | 1968 | 1975 | 1982 | 1990 | 1999 |
| --- | ---- | ---- | ---- | ---- | ---- | ---- |
| Dân số | 684  | 747  | 670  | 637  | 594  | 583  |
| From the year 1962 on: No double counting—residents of multiple communes (e.g. students and military personnel) are counted only once. |      |      |      |      |      |      |